# St. Elisabeth (Düsseldorf-Stadtmitte)

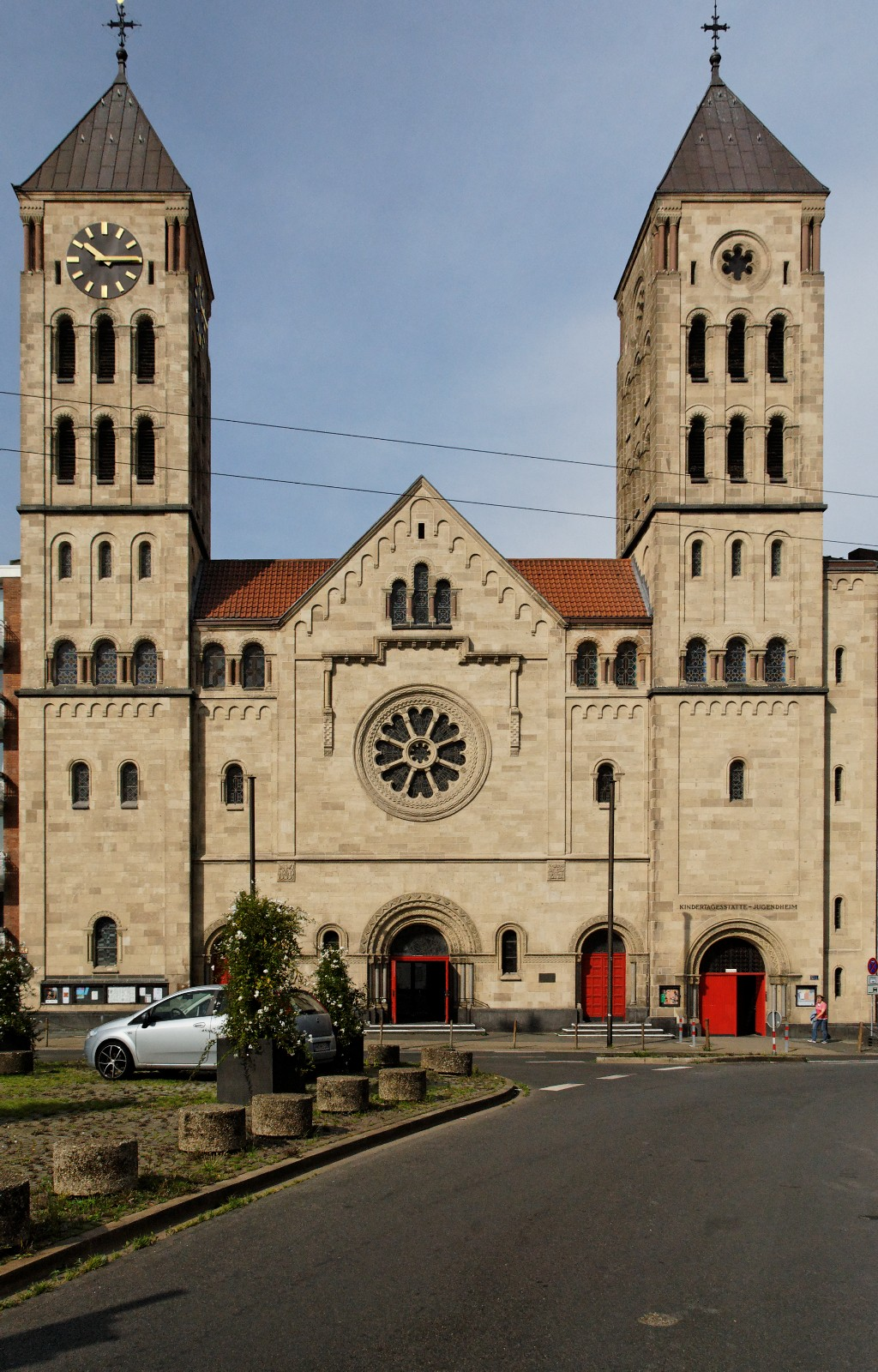
St.-Elisabeth-Kirche

Die römisch-katholische Kirche St. Elisabeth, auch Elisabethkirche genannt, liegt am Vinzenzplatz in Düsseldorf-Stadtmitte und trägt das Patrozinium der heiligen Elisabeth von Thüringen. Sie ist die einzige in eine Häuserzeile eingebaute Kirche der Stadt und steht seit 1983 unter Denkmalschutz.

## Gebäude
St. Elisabeth ist eine dreischiffige neoromanische Pfarrkirche mit zwei Türmen und einer breiten Eingangsfront. Sie wurde 1908–1910 nach Entwurf des Düsseldorfer Architekten Josef Kleesattel erbaut, die Elisabethkapelle schuf Gisbert Dahmen-Wassenberg.
Die Elisabethkirche war ursprünglich als freistehende Kirche geplant. Da jedoch das Grundstück sehr nahe an den tiefer gelegenen Eisenbahngleisen lag, bestanden große Zweifel, dort eine Kirche zu errichten. Ein Teil dieser Baufläche wurde daher wieder verkauft. Als schließlich doch der Entschluss zum Bau einer Kirche fiel, reichte der Platz nicht mehr für eine freistehende Kirche. So wurde die Elisabethkirche in die Häuserfront eingefügt.
Im Zweiten Weltkrieg wurde sie erheblich beschädigt, aber von Gemeindemitgliedern nach Kriegsende instand gesetzt. Die Apsis allerdings wurde erst 1994 rekonstruiert, an dieser Stelle hatte man damals nur eine einfache Wand als provisorischen Raumabschluss aufgemauert.

## Gemeinde
Die heutige Pfarrgemeinde St. Elisabeth und St. Vinzenz entstand 2000 durch Fusion der Pfarreien St. Elisabeth und St. Vinzens. Die Pfarrkirche der letztgenannten Gemeinde war die am Höherweg gelegene Vinzenskirche und wurde 2001 an die Freikirche New Life Fellowship verkauft. Inzwischen gehört die Pfarrei zum Kirchengemeindeverband Flingern/Düsseltal.